# Agneziidae
Famille
Synonymes
- Agnesiidae Huntsman, 1912[1]

Les Agneziidae sont une famille de tuniciers de l'ordre des Phlebobranchia (classe des ascidies).

## Liste des genres
Selon World Register of Marine Species (21 mars 2021) :
- genre Adagnesia Kott, 1963
- genre Agnezia Monniot & Monniot, 1991
- genre Caenagnesia Ärnbäck-Christie-Linde, 1938
- genre Proagnesia Millar, 1955
- genre Pterygascidia Sluiter, 1904